# 栃木県道160号和泉間々田線

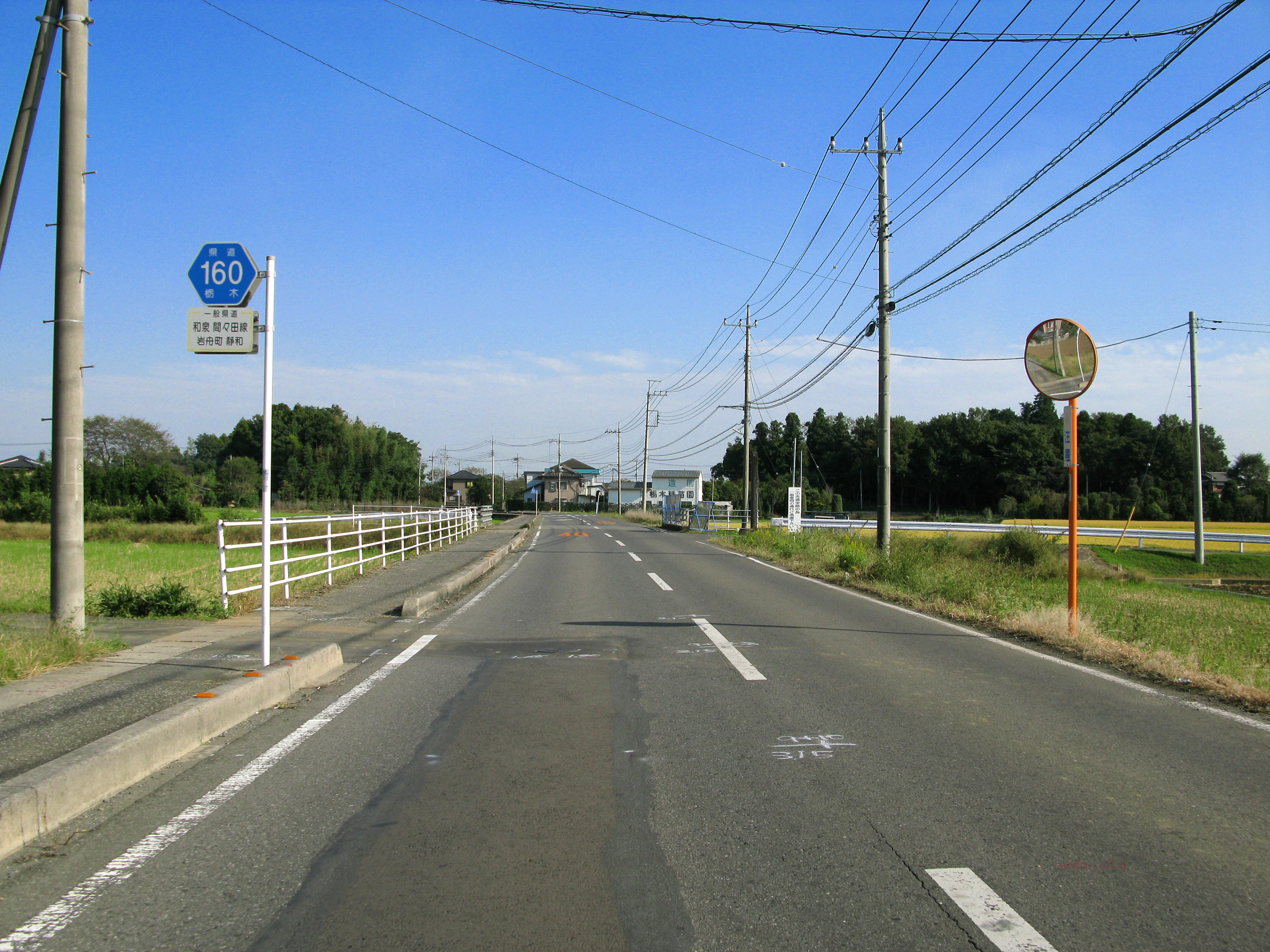
栃木市岩舟町静和（2012年10月）

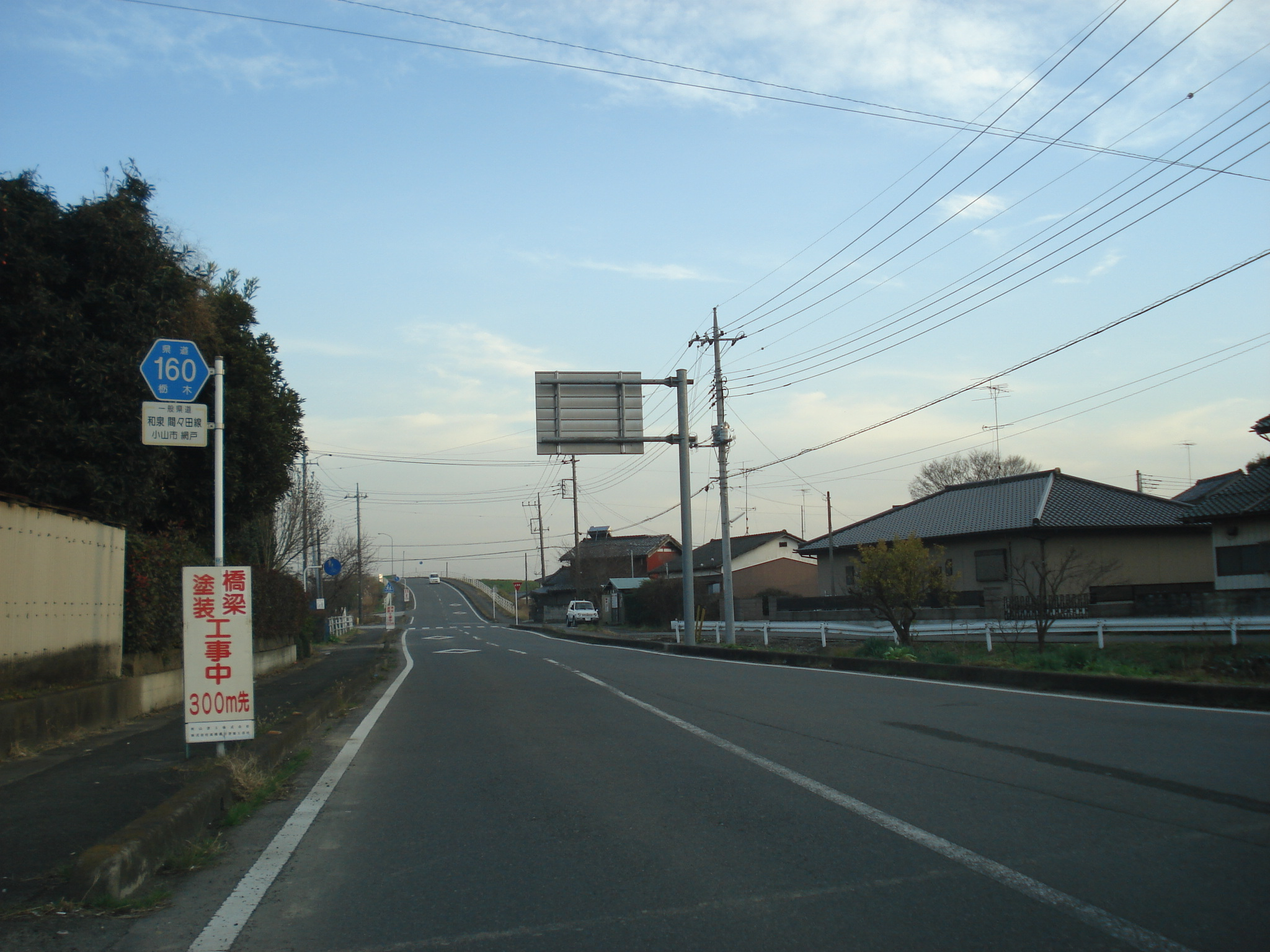
小山市網戸付近

栃木県道160号和泉間々田線（とちぎけんどう160ごう いずみままだせん）は、栃木県小山市から栃木市に至る一般県道である。

## 概要
- 実延長：10.873km[1]
- 起点：栃木県栃木市岩舟町和泉（静和交差点 = 栃木県道36号岩舟小山線交点）
- 終点：栃木県小山市大字間々田（間々田交差点 = 国道4号交点）
- 指定：1961年（昭和36年）4月1日

## 通過する自治体
- 栃木県
  - 栃木市 - 小山市

## 交差する主な道路
- 栃木県道130号静和停車場線（栃木市岩舟町静和）
- 国道50号（栃木市岩舟町静戸・鯉ヶ島交差点）
- 栃木県道252号線蛭沼川連線（栃木市大平町伯仲・伯仲交差点）
- 栃木県道174号南小林松原線（小山市中里 - 同市寒川：重複区間）
- 栃木県道173号萩島白鳥線（小山市大字網戸・網戸大橋西交差点）

## 沿線施設
- 栃木市立静和小学校
- 静和駅
- 小山市立間々田小学校